# Referéndum constitucional de Cuba de 1976
En Cuba se celebró un referéndum constitucional el 15 de febrero de 1976 para aprobar la introducción de una larga serie de modificaciones en la carta magna. De acuerdo con los informes oficiales, los textos de la nueva constitución fueron discutidos por 6 216 000 ciudadanos aproximadamente.

## Historia

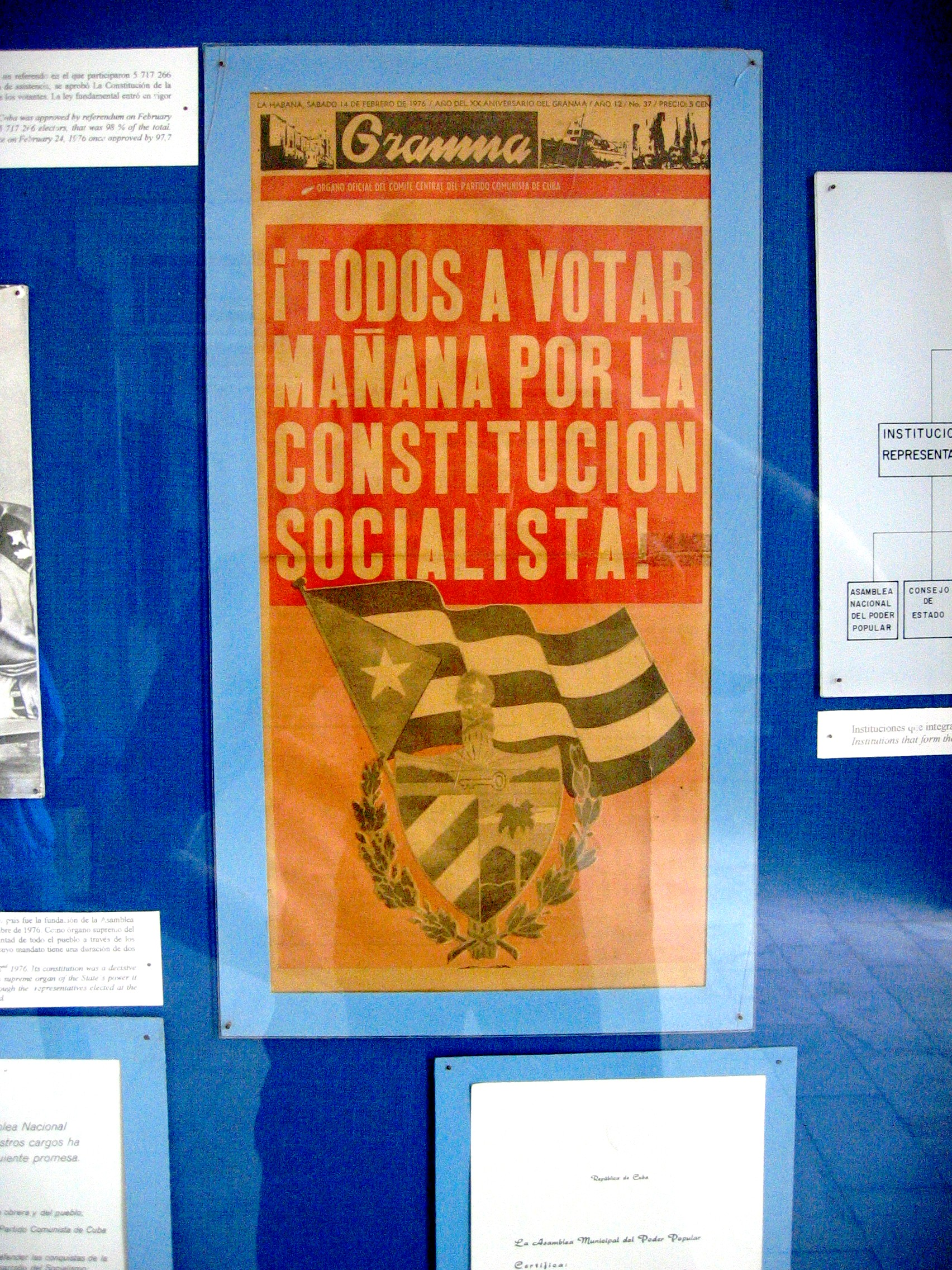
Portada del diario Granma del 14 de febrero de 1976, llamando a votar Sí en el referéndum.

### Antecedentes
Después de la revolución cubana del 1 de enero de 1959, la dirección revolucionaria prometió que se realizarían elecciones dentro de 18 meses, de conformidad con la Constitución cubana de 1940 que había sido suspendida en 1952, lo cual no se cumplió en el plazo establecido.
En cambio, los diversos grupos revolucionarios se unieron en julio de 1961 en las Organizaciones Revolucionarias Integradas, de donde surgió el Partido Comunista de Cuba surgió el 3 de octubre de 1965. En 1972 se creó la Comisión de Estudios Jurídicos del Comité Central del Partido Comunista de Cuba para intentar redactar las bases de una nueva constitución. El 22 de octubre de 1974, en reunión conjunta del Comité Ejecutivo del Consejo de Ministros y la oficina política del Partido Comunista de Cuba, se decidió crear una comisión conjunta del Partido y el Gobierno con el objetivo de preparar y redactar un proyecto de Constitución.

### Elecciones
Todos los ciudadanos mayores de 16 años fueron convocados a votar, a través del sufragio libre, directo y secreto. En total, se modificaron 60 de los 141 artículos. El nivel de aprobación del nuevo texto fue del 97,7% de los votos emitidos. De un total de 5 717 266 electores, ejercieron el voto 5 602 973 para un 98% de asistencia a las urnas.

## Resultados
| Opción           | Votos     | Porcentaje |
| ---------------- | --------- | ---------- |
| A favor          | 5 473 534 | 97,7%      |
| En contra        | 54 070    | 1,0%       |
| En blanco - Nulo | 75 369    | 1,3%       |
| Total            | 5 602 973 | 100%       |